# Lee Chang-dong
Lee Chang-dong (en hangul, 이창동; en hanja, 李滄東; Daegu, 1 de abril de 1954) es un guionista, novelista y director de cine surcoreano.

## Biografía
Nació en Daegu. En 1980 se graduó en filología coreana en la Universidad nacional Kyungpook, donde pasó mucho de su tiempo escribiendo y dirigiendo obras de teatro. Después de trabajar durante un breve periodo de tiempo como profesor de lengua coreana en un instituto de secundaria, se convirtió en un novelista de éxito con la novela corta El botín en 1983. Después, para sorpresa de muchos, empezó como cineasta y fue ministro de cultura durante el mandato de Roh Moo-Hyun.
Lee no estudió cinematografía. Escribió en 1993 los guiones de To the Starry Island (Geu seome gago shibda) y A Single Spark (Jeon Taei-il), ambas películas de Park Kwang-su. Después de que sus amigos y conocidos lo convencieran para que empezara a dirigir películas, Lee Chang-dong hizo Green Fish, una crítica de la sociedad coreana a través de los ojos de un joven que se ve atrapado en el submundo criminal, en 1997.
En 2000 hizo Peppermint Candy, la historia de un hombre soltero a lo largo de veinte años de historia de Corea del Sur en orden cronológico inverso (desde la revolución estudiantil de 1980 hasta 2000).
Todas sus películas han logrado galardones y una gran aceptación de la crítica. Con Oasis, la historia de un hombre con una enfermedad mental y una mujer con parálisis cerebral, ganó el Premio al Mejor Director en el Festival de cine de Venecia de 2003.
En 2007 se estrenó su cuarta película, Secret Sunshine, que entró en la competición en la 60.ª edición del Festival de Cannes y por la cual la actriz Jeon Do-yeon ganó el Premio de Interpretación Femenina.
En 2010 se estrenó su película Poetry, que consiguió críticas favorables y el premio al mejor guion en el Festival de Cine de Cannes.
En 2018 se estrenó su película Burning.

## Filmografía

### Director
- 1997 : Green Fish (초록 물고기 , Chorok mulkogi)
- 2000 : Peppermint Candy (Bakha satang) (박하사탕)
- 2002 : Oasis (오아시스)
- 2007 : Milyang (밀양, Milyang)
- 2010 : Poetry (시, Si)
- 2018 : Burning

### Guionista
- 1993 : To the Starry Island (Geu seome gago shibda) de Park Kwang-su
- 1995 : A Single Spark (Jeon Tae-il) de Park Kwang-su
- De todas sus películas

### Productor
- 2007 : Never Forever
- 2007 : Milyang
- 2009 : Une vie toute neuve de Ounie Lecomte.

## Obras literarias
- El botín, 1983
- Papeles en llamas, 1987

## Premios y distinciones
Festival Internacional de Cine de Cannes
| Año  | Categoría                             | Película | Resultado |
| ---- | ------------------------------------- | -------- | --------- |
| 2010 | Mención especial del Jurado Ecuménico | Poetry   | Ganadora  |
| 2018 | Premis FIPRESCI                       | Beoning  | Ganador   |

Festival Internacional de Cine de Venecia
| Año  | Categoría                          | Película | Resultado |
| ---- | ---------------------------------- | -------- | --------- |
| 2002 | León de Plata a la mejor dirección | Oasis    | Ganador   |
| 2002 | Premio FIPRESCI                    | Oasis    | Ganador   |
| 2002 | Premio SIGNIS                      | Oasis    | Ganador   |
| 2002 | Premio especial de dirección       | Oasis    | Ganador   |

- Legion d'Honneur - Jacques Chirac Administration in 2006

Secret Sunshine
- 2008 - Mejor película, Premios de cine asiático
- 2008 - Mejor director, Premios de Cine Asiático
- 2007 - Mejor actriz (Jeon Do-yeon), Festival de cine de Cannes
- 2007 - Mejor largometraje, Premios Asia Pacific Screen
- 2007 - Mejor actriz, Premios Asia Pacific Screen
- 2007 - Mejor fotografía, Premio de cine coreano
- 2007 - Mejor director, Premio de cine coreano
- 2007 - Premio especial, Premios Grand Bell

Oasis
- 2003 - Mejor director, Premios Paeksang
- 2003 - Premio tres castillos, Festival Internacional Castellinaria de cine joven
- 2003 - Premio de la audiencia, Festival de cine Gardanne
- 2003 - Premio Chief Dan George Humanitarian, Festival internacional de cine de Vancouver
- 2005 - Mejor película extranjera (Nominado), Premios Independent Spirit

Peppermint Candy=
- 2000 - Premio especial del jurado, Festival internacional de cine de Bratislava
- 2000 - Mejor película, Premios Grand Bell, Corea del Sur
- 2000 - Premio Don Quijote, Festival internacional de cine Karlovy Vary
- 2000 - Premio Netpac - Mención especial, Premio Internacional de Cine Karlovy Vary
- 2000 - Premio especial de jurado, Festival internacional de cine Karlovy Vary

Green Fish
- 1997 - Mejor película, Premios Blue Dragon
- 1997 - Premios dragones y tigres, Festival Internacional de Cine de Vancouver
- 1998 - Premio Netpac - Mención especial, Festival Internacional de Cine de Róterdam

A Single Spark
- 1995 - Mejor película, Premios Blue Dragon